# 天母公園
天母公園位於臺灣台北市士林區天母地區天母里中山北路七段，是磺溪流經的公園之一。自美軍駐台時期時起除了2021年更新之外，未有重大變革，只有1971年、1997年、1999年、2003年有些許改裝。公園略呈長型，有許多公園設施，其中包含體健設施和服務設施。園內植物大都為原生林，屬自然型態公園。公園附近有內政部營建署所劃定之行水區、河川區、綠地用地、第二種住宅區、保存區、第二之一種住宅區、廣場用地、停車場用地、機關用地、自來水用地、第三種住宅區和公園用地（本身）。

## 設施
- 體健設施
  - 單槓
  - 雙人太空漫步
  - 三人轉腰
  - 三人上肢牽引期
  - 雙人肩關節康復器
- 服務設施
  - 溜冰場（直排輪）
  - 羽球場（室外）
  - 籃球場
  - 跑酷場

## 公園附近
- 地點
  - 天母白屋
  - 甲桂林山莊
  - 天西調度站
  - 磺溪
  - 同德公園
  - 永欣綠地
  - 兆豐國際商業銀行天母分行
  - 天母里里長辦公處
  - 臺北市政府警察局士林分局天母派出所
  - 天母圓環
- 道路
  - 天玉街
  - 中山北路
  - 同德街
  - 行義路
  - 堉琪橋

## 圖片
- 天母公園門口
- 原生林步道
- 公園內涼亭
- 河流
- 園內步道
- 公園內磺溪
- 公園入口
- 天母公園停車場告示牌
- 天母公園停車場
- 天母公園分離部分
- 天母公園步道新設
- 天母公園門牌
- 天母公園中山北路正門入口
- 天母公園地圖導覽
- 天母公園內部

## 外部連結
- 天母公園 - 公園走透透 （页面存档备份，存于）
- 共融式遊戲場-遊戲場資訊-天母公園 （页面存档备份，存于）